# Livry-Louvercy
Livry-Louvercy település Franciaországban, Marne megyében. Lakosainak száma 1083 fő (2022. január 1.). Livry-Louvercy Billy-le-Grand, Bouy, Les Grandes-Loges, Mourmelon-le-Grand, Mourmelon-le-Petit, Sept-Saulx és Vaudemange községekkel határos.

## Népesség
A település népességének változása:
| Lakosok száma | 356  | 461  | 865  | 834  | 1100 | 1122 | 1102 | 1091 | 1093 | 1083 |
|               | 1968 | 1982 | 1990 | 2006 | 2013 | 2015 | 2017 | 2019 | 2020 | 2022 |